# Tropiduridae
Le Tropiduridae sono una famiglia di lucertole, originarie del Sud America e dell'India.

## Classificazione
Famiglia Tropiduridae
- Genere Microlophus
- Genere Plesiomicrolophus
- Genere Plica
- Genere Stenocercus
- Genere Tropidurus
- Genere Uracentron
- Genere Uranoscodon